# Hamilcar Mago
Hamilcar Mago of Hamilcar Magon, Fenicisch ḥmlqrt ("broeder van Melqart") mgn ("weldoener"), uit de dynastie der Magoniden was van 510 v.Chr. tot 480 v.Chr. suffeet van Carthago.
In 483 v.Chr. werd tiran Terillus van Himera door Theroon van Akragas afgezet. Terillus vroeg de Carthagers om hulp en na jaren voorbereiding vertrok Hamilcar in 480 v.Chr. met een gigantisch leger van 300.000 man naar Sicilië. De Slag bij Himera werd een catastrofe voor de Carthagers; Theroon wist de stad lang genoeg te verdedigen tot de komst van het leger van Gelo van Syracuse. Samen wisten ze het Carthaags leger te verslaan, waarbij Hamilcar Mago om het leven kwam.